# Grande Prêmio da Hungria de 1995
Resultados do Grande Prêmio da Hungria de Fórmula 1 realizado em Hungaroring em 13 de agosto de 1995. Décima etapa da temporada, teve como vencedor o britânico Damon Hill, que subiu ao pódio junto a David Coulthard numa dobradinha da Williams-Renault, com Gerhard Berger em terceiro pela Ferrari.

## Resumo
- Na última volta, Rubens Barrichello, que ocupava a terceira posição, abandona na reta na hora de cruzar classificando em sétimo.[3]

## Classificação da prova

### Treinos oficiais
| Pos.   | Nº | Piloto                   | Construtor         | Tempo Q1 | Tempo Q2  | Diferença |
| ------ | -- | ------------------------ | ------------------ | -------- | --------- | --------- |
| 1      | 5  | Damon Hill               | Williams-Renault   | 1:18.374 | 1:16.982  |           |
| 2      | 6  | David Coulthard          | Williams-Renault   | 1:19.000 | 1:17.366  | + 0.384   |
| 3      | 1  | Michael Schumacher       | Benetton-Renault   | 1:19.490 | 1:17.558  | + 0.576   |
| 4      | 28 | Gerhard Berger           | Ferrari            | 1:19.033 | 1:18.059  | + 1.077   |
| 5      | 8  | Mika Häkkinen            | McLaren-Mercedes   | 1:20.577 | 1:18.363  | + 1.381   |
| 6      | 27 | Jean Alesi               | Ferrari            | 1:20.134 | 1:18.968  | + 1.986   |
| 7      | 15 | Eddie Irvine             | Jordan-Peugeot     | 1:21.246 | 1:19.499  | + 2.517   |
| 8      | 25 | Martin Brundle           | Ligier-Mugen/Honda | 1:21.818 | 1:19.748  | + 2.766   |
| 9      | 2  | Johnny Herbert           | Benetton-Renault   | 1:21.878 | 1:20.072  | + 3.090   |
| 10     | 26 | Olivier Panis            | Ligier-Mugen/Honda | 1:20.952 | 1:20.160  | + 3.178   |
| 11     | 30 | Heinz-Harald Frentzen    | Sauber-Ford        | 1:21.234 | 1:20.413  | + 3.431   |
| 12     | 24 | Luca Badoer              | Minardi-Ford       | 1:22.345 | 1:20.543  | + 3.561   |
| 13     | 7  | Mark Blundell            | McLaren-Mercedes   | 1:21.663 | 1:20.640  | + 3.658   |
| 14     | 14 | Rubens Barrichello       | Jordan-Peugeot     | 1:21.874 | 1:20.902  | + 3.920   |
| 15     | 23 | Pedro Lamy               | Minardi-Ford       | 1:22.600 | 1:21.156  | + 4.174   |
| 16     | 4  | Mika Salo                | Tyrrell-Yamaha     | 1:24.440 | 1:21.624  | + 4.642   |
| 17     | 3  | Ukyo Katayama            | Tyrrell-Yamaha     | 1:22.866 | 1:21.702  | + 4.720   |
| 18     | 10 | Taki Inoue               | Footwork-Hart      | 1:24.656 | 1:22.081  | + 5.099   |
| 19     | 29 | Jean-Christophe Boullion | Sauber-Ford        | 1:22.766 | 1:22.161  | + 5.179   |
| 20     | 9  | Massimiliano Papis       | Footwork-Hart      | 1:23.275 | Sem tempo | + 6.293   |
| 21     | 22 | Roberto Moreno           | Forti-Ford         | 1:26.059 | 1:24.351  | + 7.369   |
| 22     | 17 | Andrea Montermini        | Pacific-Ford       | 1:25.465 | 1:24.371  | + 7.389   |
| 23     | 21 | Pedro Paulo Diniz        | Forti-Ford         | 1:25.934 | 1:24.695  | + 7.713   |
| 24     | 16 | Giovanni Lavaggi         | Pacific-Ford       | 1:27.342 | 1:26.570  | + 9.588   |
| Fonte: |    |                          |                    |          |           |           |

### Corrida
| Pos.   | Nº | Piloto                   | Construtor         | Voltas | Tempo/Diferença          | Grid | Pontos |
| ------ | -- | ------------------------ | ------------------ | ------ | ------------------------ | ---- | ------ |
| 1      | 5  | Damon Hill               | Williams-Renault   | 77     | 1:46:25.721              | 1    | 10     |
| 2      | 6  | David Coulthard          | Williams-Renault   | 77     | + 33.398                 | 2    | 6      |
| 3      | 28 | Gerhard Berger           | Ferrari            | 76     | + 1 volta                | 4    | 4      |
| 4      | 2  | Johnny Herbert           | Benetton-Renault   | 76     | + 1 volta                | 9    | 3      |
| 5      | 30 | Heinz-Harald Frentzen    | Sauber-Ford        | 76     | + 1 volta                | 11   | 2      |
| 6      | 26 | Olivier Panis            | Ligier-Mugen/Honda | 76     | + 1 volta                | 10   | 1      |
| 7      | 14 | Rubens Barrichello       | Jordan-Peugeot     | 76     | + 1 volta                | 14   |        |
| 8      | 24 | Luca Badoer              | Minardi-Ford       | 75     | + 2 voltas               | 12   |        |
| 9      | 23 | Pedro Lamy               | Minardi-Ford       | 74     | + 3 voltas               | 15   |        |
| 10     | 29 | Jean-Christophe Boullion | Sauber-Ford        | 74     | + 3 voltas               | 19   |        |
| 11     | 1  | Michael Schumacher       | Benetton-Renault   | 73     | Motor                    | 3    |        |
| 12     | 17 | Andrea Montermini        | Pacific-Ford       | 73     | + 4 voltas               | 22   |        |
| 13     | 15 | Eddie Irvine             | Jordan-Peugeot     | 70     | Embreagem                | 7    |        |
| Ret    | 25 | Martin Brundle           | Ligier-Mugen/Honda | 67     | Motor                    | 8    |        |
| Ret    | 4  | Mika Salo                | Tyrrell-Yamaha     | 58     | Acelerador               | 16   |        |
| Ret    | 7  | Mark Blundell            | McLaren-Mercedes   | 54     | Vazamento de combustível | 13   |        |
| Ret    | 3  | Ukyo Katayama            | Tyrrell-Yamaha     | 46     | Spun off                 | 17   |        |
| Ret    | 9  | Massimiliano Papis       | Footwork-Hart      | 45     | Freios                   | 20   |        |
| Ret    | 27 | Jean Alesi               | Ferrari            | 42     | Motor                    | 6    |        |
| Ret    | 21 | Pedro Paulo Diniz        | Forti-Ford         | 32     | Motor                    | 23   |        |
| Ret    | 10 | Taki Inoue               | Footwork-Hart      | 13     | Motor                    | 18   |        |
| Ret    | 22 | Roberto Moreno           | Forti-Ford         | 8      | Câmbio                   | 21   |        |
| Ret    | 16 | Giovanni Lavaggi         | Pacific-Ford       | 5      | Spun off                 | 24   |        |
| Ret    | 8  | Mika Häkkinen            | McLaren-Mercedes   | 3      | Motor                    | 5    |        |
| Fonte: |    |                          |                    |        |                          |      |        |

## Tabela do campeonato após a corrida
| Pos. | Piloto             | Pontos |
| ---- | ------------------ | ------ |
| 1    | Michael Schumacher | 56     |
| 2    | Damon Hill         | 45     |
| 3    | Jean Alesi         | 32     |
| 4    | David Coulthard    | 29     |
| 5    | Johnny Herbert     | 28     |

| Pos. | Construtor         | Pontos |
| ---- | ------------------ | ------ |
| 1    | Benetton-Renault   | 74     |
| 2    | Williams-Renault   | 68     |
| 3    | Ferrari            | 57     |
| 4    | Jordan-Peugeot     | 13     |
| 5    | Ligier-Mugen/Honda | 12     |

- Nota: Somente as primeiras cinco posições estão listadas.